# 4124 Herriot
A 4124 Herriot (ideiglenes jelöléssel 1986 SE) a Naprendszer kisbolygóövében található aszteroida. Zdenka Vávrová fedezte fel 1986. szeptember 29-én.